# Церква Святої Луції (Рим)
Це́рква Свято́ї Луції в Септізолії (лат. Ecclesia Sanctae Lucie in Septisolio, італ. Chiesa di Santa Lucia in Septisolio) — у VII–XVI століттях католицький храм у Римі, Італія. Розташовувалася на Палатинському пагорбі, на місці колишнього септізонія (септізолія) Септимія Севера. Названа на честь святої Луції. Точна дата будівництва невідома. Титулярна церква. Згідно з «Liber Pontificalis» при церкві діяла одна із найстаріших дияконій міста. Була широкою і розкішно декорованою. Керувалася кардиналами-дияконами. У VI–XI століттях використовувався як церква зібрання (лат. ecclesia collecta) у п'ятницю першого тижня Великого посту; була відправною точкою папської ходи, яка просувалася до Церкви святих Івана і Павла. Зруйнована після понтифікату Сікста V (1585—1590), розібрана на будівельні матеріали. Ймовірно, причиною занепаду стало скасування кардинальства. Інша назва — Палатинська церква святої Луції (лат. Ecclesia Sanctae Lucie Palatii).

## Кардинали-диякони
- 1525–1535: Афонсу, архієпископ Лісабонський.